# Euphorbia humbertii
Euphorbia humbertii är en törelväxtart som beskrevs av Denis. Euphorbia humbertii ingår i släktet törlar, och familjen törelväxter. IUCN kategoriserar arten globalt som starkt hotad.
Artens utbredningsområde är Madagaskar. Inga underarter finns listade i Catalogue of Life.